# Jasieniec Iłżecki Górny
Jasieniec Iłżecki Górny – wieś w Polsce położona w województwie mazowieckim, w powiecie radomskim, w gminie Iłża. Ma status sołectwa.
| SIMC    | Nazwa   | Rodzaj    |
| ------- | ------- | --------- |
| 0622724 | Kolonia | część wsi |
| 0622730 | Zagórze | część wsi |

W latach 1975–1998 miejscowość administracyjnie należała do województwa radomskiego, a jeszcze wcześniej do województwa kieleckiego.
Obok miejscowości przepływa Małyszyniec, niewielka rzeka, dopływ Iłżanki.
Wieś jest siedzibą rzymskokatolickiej parafii Najświętszej Maryi Panny Różańcowej.

## Ważniejsze obiekty
- Ośrodek Zdrowia – powstał 1 sierpnia 1973. Początkowo mieścił się w domach prywatnych. W 1995 dzięki pomocy straży pożarnej powstał nowy budynek.
- przetwórnia owoców „Jadan” – powstała 1 lipca 1992 jako spółka cywilna po przekształceniu byłej spółdzielni produkcyjnej. Jej właścicielami są dwie rodziny państwo Saramakowie i Wyrębkiewiczowie. W sezonie produkcyjnym przetwórnia zatrudnia około 10 osób. Zajmuje się przetwarzaniem owoców wykorzystywanych na produkcję soków oraz przerabianiem moszczy owocowych stosowanych w winiarstwie. Przerabia również pulpy owocowe potrzebne do wyrobu dżemów oraz powideł.
- Wiejski Dom Kultury – oddany do użytku 17 października 1987. W 1987 wieś została odznaczona Krzyżem Kawalerskim Orderu Odrodzenia Polski[8]. Wiejski Dom Kultury jest wielofunkcyjnym budynkiem, w którym pomieszczenia znalazły: apteka, Biblioteka Publiczna oraz Zawodowa i Ochotnicza Straż Pożarna.
- biblioteka – początkowo mieściła się w mieszkaniach prywatnych. 29 maja 1987 została przeniesiona do Wiejskiego Domu Kultury w Jasieńcu Górnym. Biblioteką zajmuje się obecnie Urszula Barszcz.
- Urząd Pocztowy – założony w 1947. Na początku swojej działalności mieścił się w budynku szkoły podstawowej. Po kilku latach poczta została przeniesiona do budynku prywatnego, a następnie do Wiejskiego Domu Kultury. Poczta zakończyła swoją działalność w 2005 roku.
- Straż Pożarna – Ochotnicza Straż Pożarna powstała w Jasieńcu Górnym w 1923. Jej komendantem był Mikołaj Wziątek. Strażacy mieli wówczas do dyspozycji pompę i 12 wiaderek. Dziś OSP posiada specjalistyczny sprzęt. W 1987 w budynku Wiejskiego Domu Kultury zaczęła funkcjonować Zawodowa Straż Pożarna. W 1992 zlikwidowano Zawodową Straż Pożarną, a budynek, w którym się mieściła przeznaczono na ośrodek zdrowia.
- kościół parafialny pod wezwaniem Matki Bożej Różańcowej – 15 października 1951 utworzono oddzielną parafię pod wezwaniem św. Andrzeja Boboli. Proboszczem parafii został ksiądz Stanisław Łapiński. Do nowej parafii należały: Jasieniec Górny, Jasieniec Dolny, Jasieniec Maziarze, Nadleśnictwo Marcule, Małyszyn Dolny, Małyszyn Nowy oraz Krzewa z wyjątkiem tak zwanego „winkla”. Nowym Proboszczem w 1957 roku został ksiądz Bronisław Głogowski. W 1968 parafię Jasieniec objął ksiądz Stanisław Ciejka. 9 lipca 1973 rozpoczęto budowę plebanii. 4 września 1977 biskup Piotr Gołębiowski poświęcił kamień węgielny na budowę świątyni. W 1981 parafia Jasieniec odebrała nowe organy. W 1983 w kościele zamontowano nowe witraże. Następnym księdzem, który objął parafię, był ksiądz Stanisław Groszek w 1987. W 1989 parafię objął ksiądz Jan Glibowski, który 14 kwietnia 2008 po ciężkiej chorobie zmarł w wieku 75 lat. Proboszczem parafii od 25 maja 2008 roku do 30 czerwca 2019 roku był ksiądz Stanisław Wąsiel. W sierpniu 2019 roku zlikwidowano wikariat, ostatnim wikariuszem parafii był ks. Łukasz Pudzianowski. Poprzednimi wikariuszami byli: ks.Bartłomiej Goździewski, ks. Mariusz Leszczyk, ks. Jarosław Banasik, ks. Piotr Popiel, ks. Rafał Majewski, ks. Marcin Sajnóg, ks. Piotr Szostek. 1 lipca 2019 roku proboszczem został ks. Edward Mosioł.